# Волков, Матвей Степанович
Матвей Степанович Волков (1802—1875) — русский экономист и инженер.

## Биография
Родился в 1802 году.
В 1821 году окончил Институт инженеров путей сообщения и был оставлен в нём в качестве преподавателя строительного искусства (позже был профессором политической экономии); также читал в нём с 1831 года «курс построений». В 1836 году была напечатана его «Записка об исследовании грунтов земли, проводимом в строительном искусстве». Ему принадлежат также работа «Об основаниях каменных зданий» (1840). К 1843 году составил систематическое, полное, по тогдашнему  времени, руководство по строительному искусству. Был одним из самых активных поборников строительства железных дорог в России; большое внимание уделял переносным узкоколейным железным дорогам. Он разработал специальный раздел курса, содержавший сведения о разных типах чугунных и железных рельсов, скреплениях, опорах, колее, стрелках, разъездах и т. п.
В 1843 году (в это время он имел чин инженер-полковника) был вынужден уехать из России, где к нему относились подозрительно из-за его буржуазно-либеральной позиции (был противником крепостничества). Жил в Париже.
Проводил исследования, главным образом, в области политико-экономических вопросов сельского хозяйства. Его работы обратили на себя внимание лучших европейских экономистов; так, А. Шеффле находил нужным считаться с его воззрениями, наряду с мнениями Рошера, Милля, Тюнена (в «Zeitschrift für die gesammte Staatswissenschaft», 1867). В числе его публикаций:
- «Premisses philosophiques de l'economie naturelle des societes» (Париж, 1843);
- «Opuscules sur la rente fonciere» (Париж, 1854)
- «Отрывки из заграничных писем 1844—45» (СПб., 1857);
- «Уединенное государство в отношении к общественной экономии; из творения фон-Тюнена извлечено и приспособлено для русских читателей» (Карлсруэ, 1857)[2]
- «Разъяснение рациональных оснований политической экономии» (СПб., 1872)[3]

Умер в 1875 году.